# Miolo de Salvador
O Miolo de Salvador é a denominação dada à região onde existem 41 bairros em conjunto ocupando 36,74%% do espaço da cidade. O processo de urbanização e crescimento da cidade de Salvador foi influenciado e construído a partir desta região na década de 1950. Tem seus limites no Subúrbio Ferroviário e na Orla de Salvador.
O crescimento da cidade seguiu o padrão brasileiro, que é o processo oposto da América Anglo-Saxônica, onde a população era realocada para longe dos centros urbanos, porém mantendo um padrão elevado de qualidade de vida nas periferias.

## História

### 1940-1960
O miolo era em sua maior parte uma área rural até o final da década de 1940. Na década de 1950, com a expansão da cidade e a segregação urbana foram formados centros periféricos. Foram feitas alterações no sistema de transporte na década de 1960. A lei nº 2.181 de Reforma Urbana de 1968 tirou uma das possibilidades do município de resolver o problema de habitação urbana. Esta lei transferiu as terras públicas para o mercado imobiliário.

### Década de 1970
Na década de 1970 as áreas mais habitadas do Miolo eram o Cabula, Pernambués, Pau da Lima e São Gonçalo do Retiro. Ao redor a população se encontrava dispersa em centros aleatórios, como a Palestina, ou no bairro planejado Castelo Branco.
Neste período resistiam no Miolo os proprietários agrícolas de classe média-alta e alta renda enquanto número de invasões dispararam em larga escala. 
Também neste momento o Estado brasileiro executa planos de infraestrutura urbana e desenvolve programas de habitação, consolidando projetos como os atuais bairros de Castelo Branco, Narandiba, Mussurunga e Cajazeiras. Estes projetos e o aumento dos custos das terras aceleraram o crescimento das periferias. O Milagre econômico brasileiro ajudou os programas urbanos, porém a má distribuição de renda da época deteriorou a qualidade de vida urbana, culmimando com o crescimento do número de invasões de terra.

### 1980-presente
O miolo de Salvador cresceu em níveis superiores ao restante da cidade nas décadas de 1980 e 1990, formando um imenso eixo para o crescimento da cidade que se densificou ainda mais com o tempo.
O Plano de Ocupação para a Área do Miolo de Salvador (Conder; PMS, 1985) apontou que o local era um instrumento de pesquisa fundamental na região, por oferecer condições físico-ambientais e geográficas favoráveis à habitação.
Na década de 2000 a região foi ocupada aceleradamente pela população de baixa renda, através de programas do governo ou por trabalho próprio. O miolo recebe grandes investimentos dos setores secundário e terciário da economia. Apesar de sua relevância o local é pouco conhecido pela população.

## Etimologia e localização
O termo miolo foi atribuído ao local por situar-se geograficamente na parte central da metrópole. A denomição foi atribuído ao local a partir dos estudos do Plano Diretor de Desenvolvimento Urbano para a vida de Salvador (PLANDURB), na década de 1970. Possui cerca de 115 km e está entre a BR-324 e a Avenida Luís Viana Filho, também conhecida como Avenida Paralela, estende-se a partir da invasão Saramandaia indo até o limite do município ao norte.